# Vättern
El llac Vättern és el segon més gran de Suècia, després del Vänern. Amb una superfície de 1.912 km², la seva profunditat màxima és de 128 m (s'assoleix al sud de Visingsö). La profunditat mitjana és de 39 metres.
El llac Vättern és famós per l'excel·lent qualitat de l'aigua, cosa que fa que moltes poblacions del seu voltant agafin l'aigua de boca directament del llac, ja que calen molt pocs tractaments i es pot beure sense problemes a gairebé qualsevol racó del llac. Es considera que el llac Vättern és la major massa d'aigua potable del món.
L'origen del nom pot ser la paraula sueca "vatten", aigua. Amb tot, no queda del tot clar i d'altres diuen que el nom podria venir de la paraula "vätter", "esperit del bosc o del llac". Al nord es pot veure un estrany fiord interior anomenat Alsen.
El Vättern també és conegut per la prova ciclista Vättern Runt, que atrau uns 15.000 participants en un recorregut de 300 km per la riba del llac. També són importants els seus recursos pesquers per a les poblacions veïnes. Als turistes els és permès pescar sempre que no s'emprin xarxes.
Situat a Götaland, desaigua al mar Bàltic, pel riu Motala. Les principals ciutats que es troben a la seva riba són: Vadstena, Jönköping, Huskvarna, Hjo, Askersund, Åmmeberg i Karlsborg. Es troba entre els comtats de Västra Götaland, Jönköping, Östergötland i Örebro.

## Enllaços externs

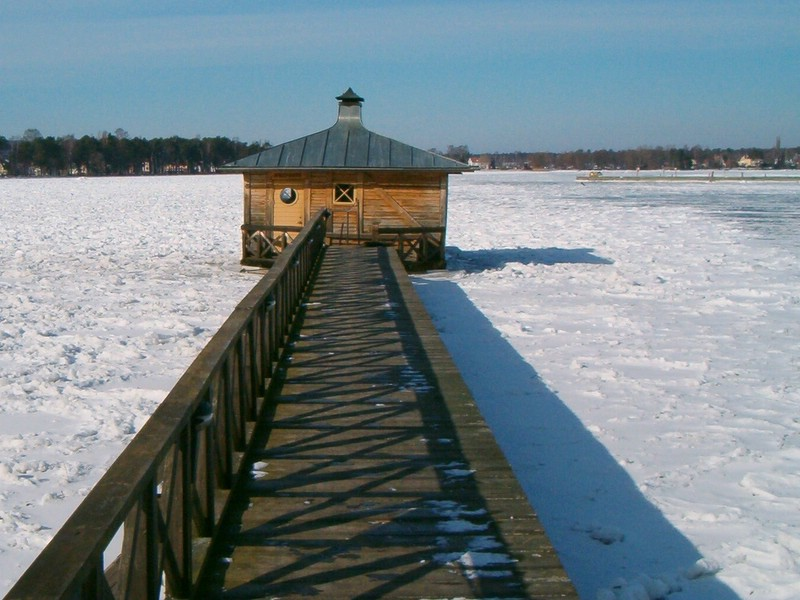
Sauna al llac, fotografia presa des de Karlsborg.